# Quiriaini
Quiriaini (Kiriaini) é uma cidade do Quênia situada na antiga província Central, no condado de Muranga. De acordo com o censo de 2019, havia 3 779 habitantes. Segundo o Ministério de Devolução e Planejamento do país, carece dum sistema adequado de esgoto.